# Regionalne Centrum Kultury Kurpiowskiej im. ks. Władysława Skierkowskiego w Myszyńcu

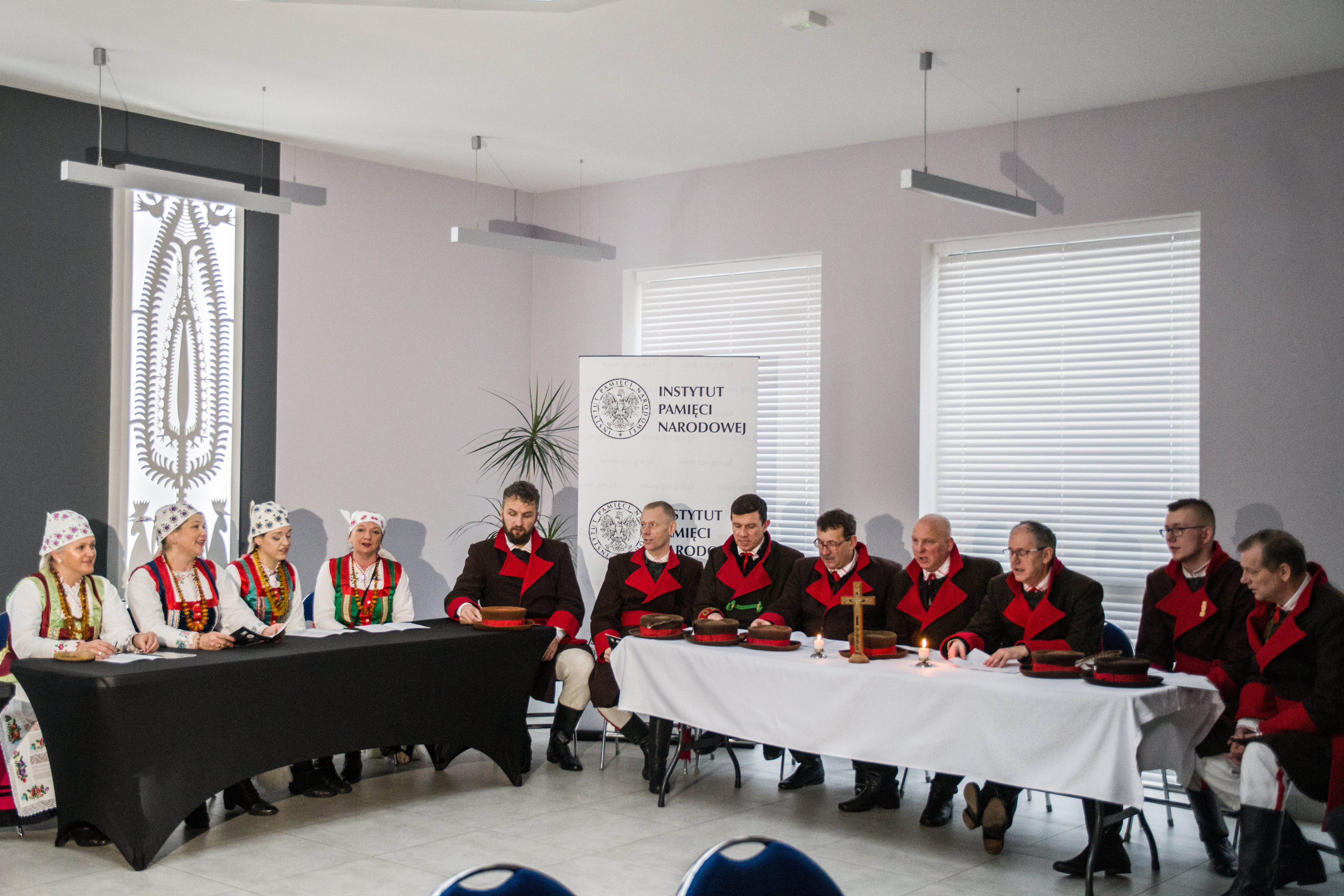
"Pusta Noc" w RCKK zorganizowana w ramach obchodów upamiętniających zamordowanych przez Niemców żołnierzy Armii Krajowej i cywilów, ofiary niemieckiej okupacji (2023 r.)

Regionalne Centrum Kultury Kurpiowskiej im. ks. Władysława Skierkowskiego w Myszyńcu (RCKK) – jedna z pierwszych instytucji kulturalnych na Kurpiach, której działalność obejmuje cały obszar Puszczy Zielonej. W 2022 r. instytucja została laureatem Nagrody im. Oskara Kolberga.

## Historia
Pierwotnie placówka nosiła nazwę Gromadzkiego Ośrodka Kultury. Otwarcie nastąpiło 30 września 1972 r. W kronice placówkę określono mianem Domu Kultury w Myszyńcu. Kierownikiem został Czesław Ropiak. W budynku mieściły się: Klub Młodego Rolnika, Gromadzka Biblioteka Publiczna i Ośrodek Nowoczesnej Gospodyni.

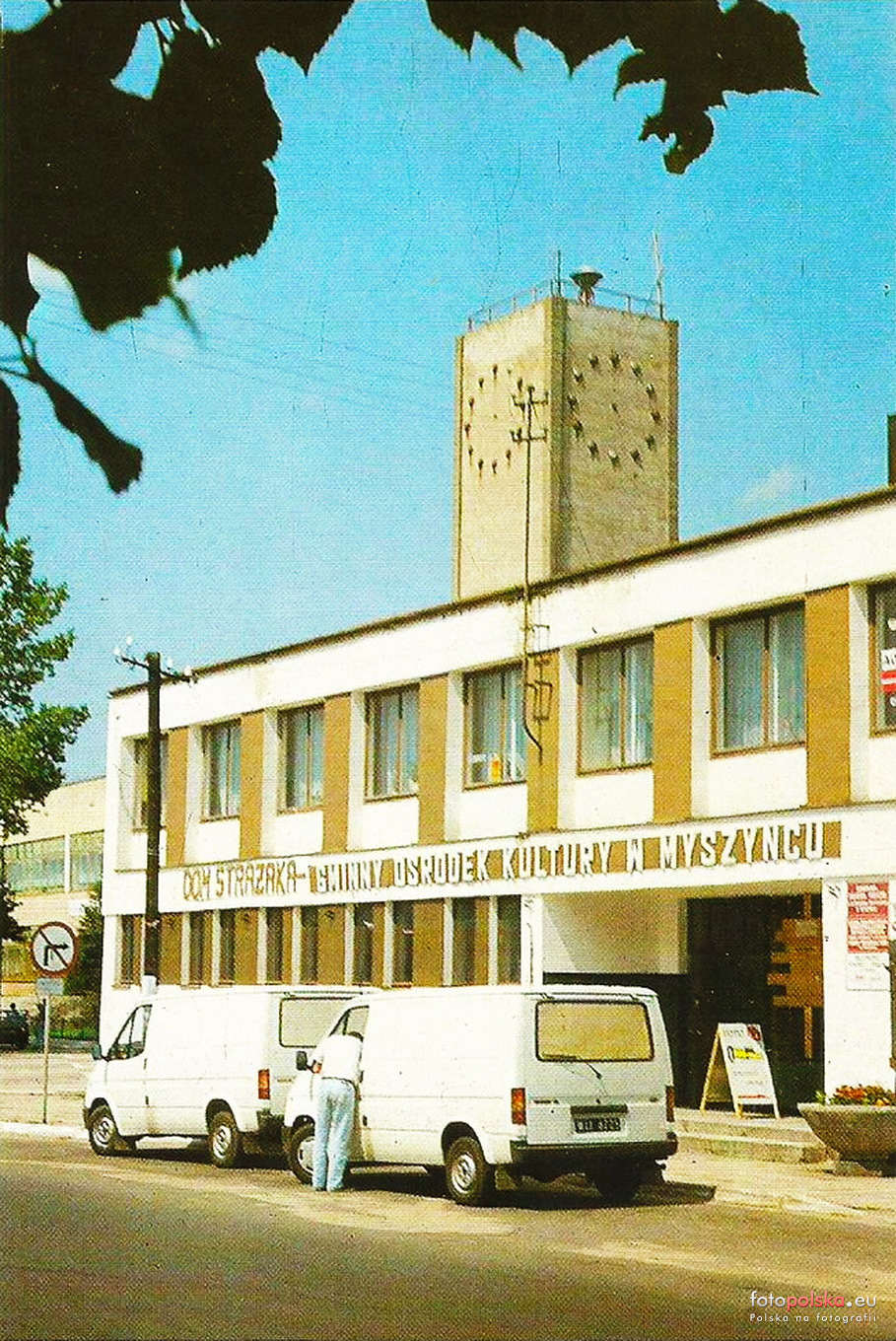
Budynek Gminnego Ośrodka Kultury w 1982 r.

W związku z reorganizacją władz terenowych w 1973 r. gromada Myszyniec została przemianowana na gminę. Podczas I sesji zwyczajnej Gminnej Rady Narodowej Dom Kultury w Myszyńcu został przemianowany na Gminny Ośrodek Kultury. Kierowniczką została Krystyna Dylewska, a instruktorem muzycznym Witold Filipiak. W 1996 r. GOK przemianowano na Myszyniecki Ośrodek Kultury, Sportu i Rekreacji, a od marca 2011 r. na Regionalne Centrum Kultury Kurpiowskiej im. ks. Władysława Skierkowskiego w Myszyńcu.
Placówką w kolejnych latach kierowali: Czesław Ropiak, Krystyna Dylewska, Anna Pietrzak, Halina Nysztal, Zbigniew Sikora, Jan Dobrowolski, Elżbieta Sikora, Beata Godlewska, Gertruda Dziejuk, Danuta Warych, Barbara Brzóska, Krzysztof Kozon, Wojciech Szymański. Od 19 lutego 2007 r. obowiązki dyrektora pełni Zdzisław Ścibek.
RCKK zajmuje się popularyzacją kultury kurpiowskiej w kraju i za granicą. Animuje i popularyzuje twórczość z terenu kurpiowskiej Puszczy Zielonej za pomocą wystaw, publikacji, filmów wideo i nagrań muzyki ludowej. Organizuje prezentacje i wystawy związane z Kurpiami, ale też odczyty, naukę języków obcych, świadczy usługi poligraficzne. Placówka ma wypożyczalnię kostiumów, rekwizytów oraz sprzętu technicznego. Organizuje kursy. Prowadzi działalność kulturalno-edukacyjną: lekcje, warsztaty muzealne, programy artystyczne. Realizuje projekty Ministra Kultury i Dziedzictwa Narodowego, których efektem są m.in. zakup strojów ludowych dla zespołów folklorystycznych oraz organizacja imprez masowych.
W 1974 r. przy placówce zaczął działać Zespół Folklorystyczny „Kurpiowszczyzna”. Funkcjonuje do dziś, liczy około 60 osób w różnym wieku. Występuje w Polsce i za granicą, odnosząc sukcesy. W 2017 r. zespół został laureatem Nagrody Kolberga. W październiku 2024 r. zespół świętował jubileusz 50-lecia istnienia. Przy instytucji działają też zespoły: młodzieżowy „Kurpiaki” i senioralne (Regionalny Myszyniec, Wrzos, Łorginy, Seniorzy Myszyniec i Kurpiowszczyzna Senior).

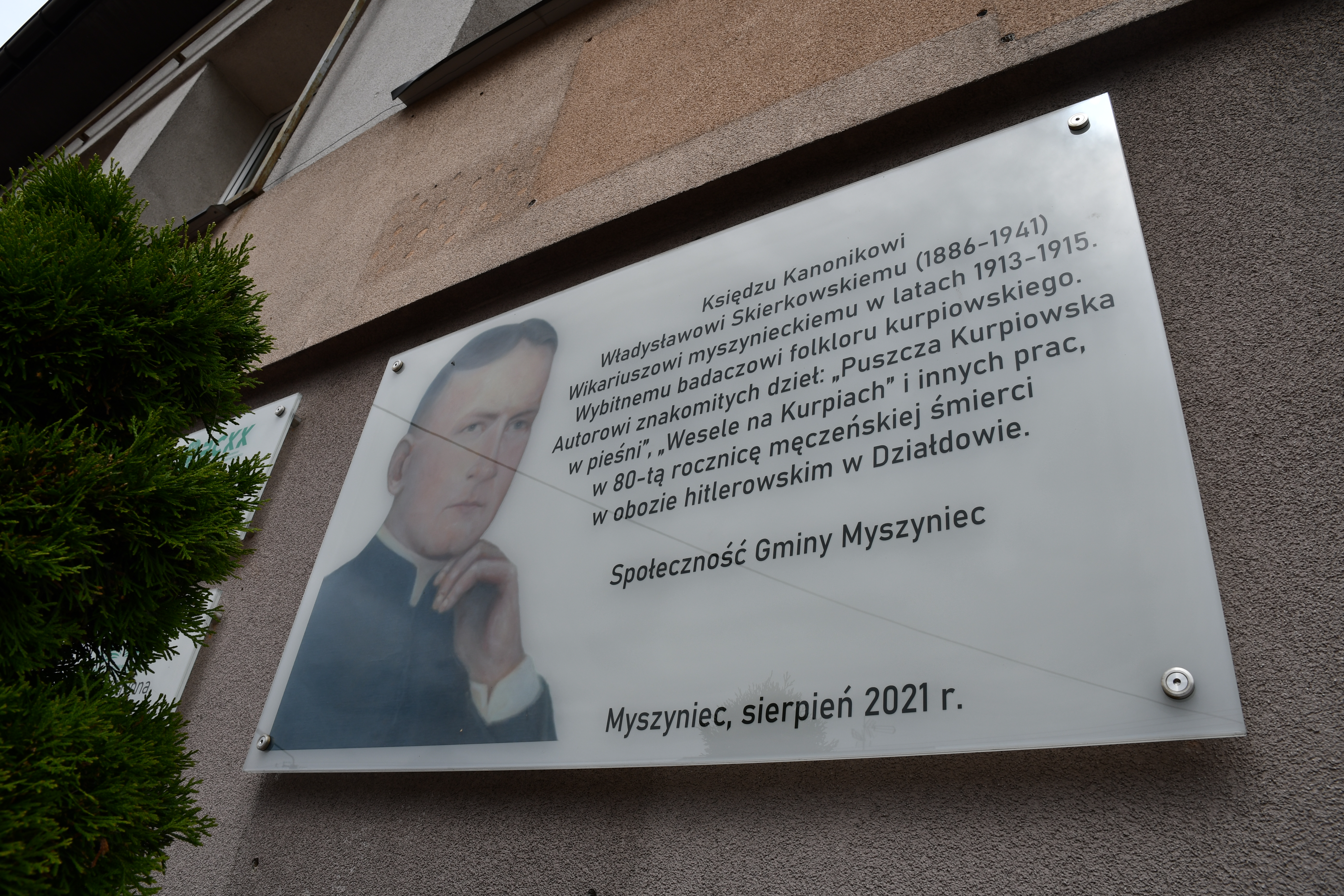
Tablica poświęcona patronowi RCKK

W 1976 r. pod opieką myszynieckiego GOK po raz pierwszy zorganizowano Miodobranie Kurpiowskie. Jest uznawane za jedną z największych imprez na Mazowszu. W 2016 r. RCKK było jednym ze współorganizatorów bicia Rekordu Guinnessa w największym na świecie zgromadzeniu osób ubranych w stroje kurpiowskie. RCKK realizuje projekt mszy z elementami gwary kurpiowskiej, które odprawiane są w bazylice w Myszyńcu w każdą pierwszą niedzielę miesiąca o godz. 12:00.
Od 2012 r. RCKK prowadzi muzeum regionalne, w którym wystawiane są ekspozycje związane z Kurpiami, a od 2020 r. – Multimedialne Muzeum w Dzwonnicy w Myszyńcu ze stałą ekspozycją. W marcu 2022 r. powstało Cyfrowe Archiwum Regionalnego Centrum Kultury Kurpiowskiej, którym zarządza Tomasz Mierzejek. 
W 2022 r. RCKK obchodziło 50-lecie istnienia instytucji. Z tej racji zorganizowano uroczystości jubileuszowe oraz wydano książkę Tu bije Serce kultury kurpiowskiej... 50-lecie Regionalnego Centrum Kultury Kurpiowskiej im. ks. Władysława Skierkowskiego w Myszyńcu.

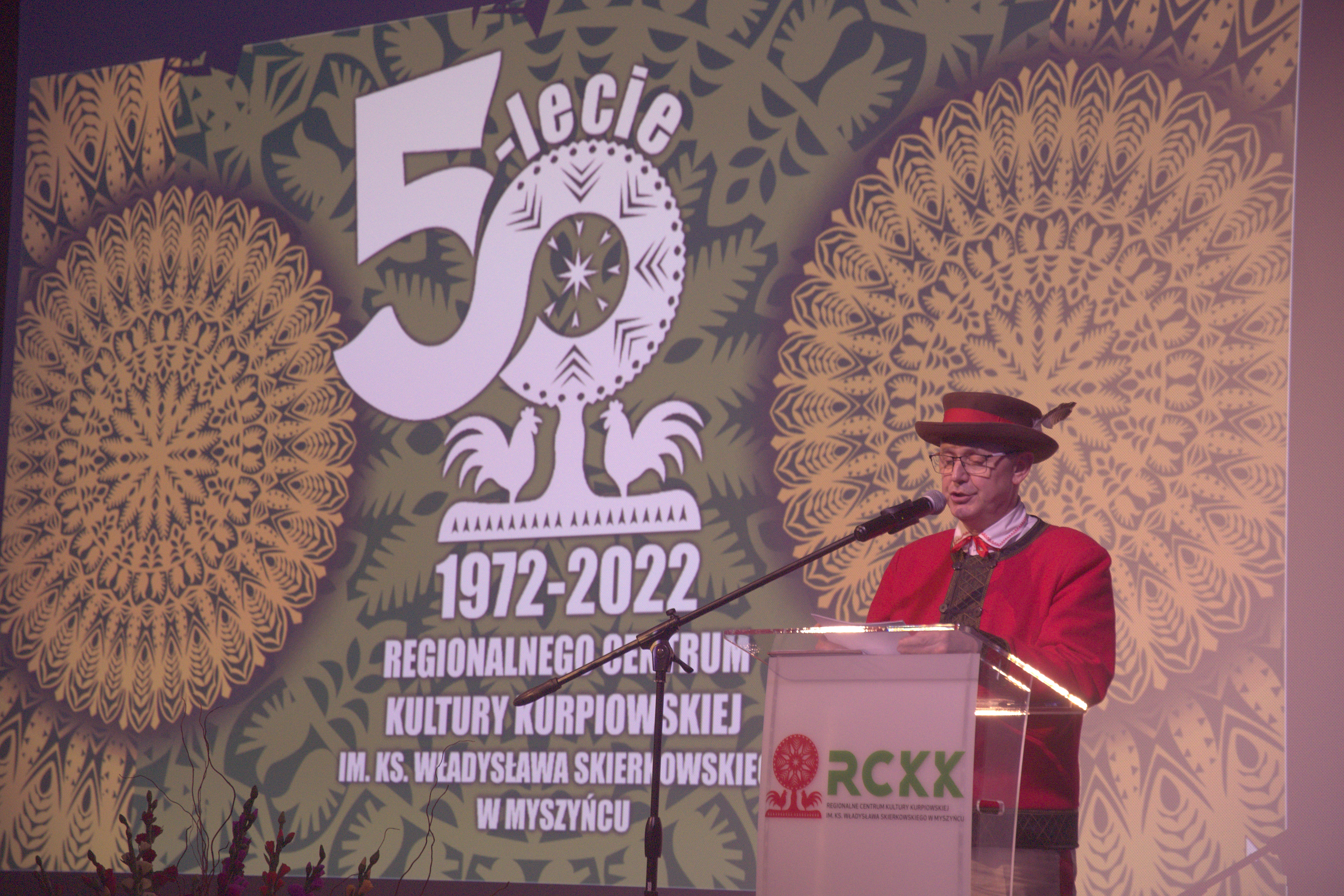
Dyrektor Zdzisław Ścibek podczas uroczystości związanych z jubileuszem 50-lecia RCKK w Myszyńcu (2022 r.)

Patronem Regionalnego Centrum Kultury Kurpiowskiej jest ks. Władysław Skierkowski. Instytucja była inicjatorem ustanowienia roku 2021 rokiem patrona w gminie Myszyniec.
W czasie Noworocznego Spotkania z Twórcami Ludowymi, Działaczami Kultury i Regionalistami 22 lutego 2024 odsłonięto tablicę pamiątkową poświęconą Annie Kordeckiej. Promowano książkę Anna Kordecka. Prekursorka twórczości ludowej na Kurpiach oraz wystawę planszową o życiu artystki. W maju 2024 odsłonięto drugą tablicę z cyklu „Z tej ziemi...”. Poświęcona jest Stanisławowi Sierucie z Olszyn. Wydano też książkę Stanisław Sieruta. Wirtuoz tradycyjnego śpiewu i tańca kurpiowskiego oraz zaprezentowano wystawę mu poświęconą.

## Projekty
RCKK organizuje imprezy związane z tradycjami i historią Kurpiowszczyzny. Wiele wydarzeń odbywa się w wybudowanym w 2011 r. amfiteatrze, który mieści się na ulicy Dzieci Polskich 2 w Myszyńcu.

### Wydarzenia stałe
- Miodobranie Kurpiowskie[1], Kadra RCKK w Myszyńcu, od prawej strony: Anna Kaczkowska, Tomasz Mierzejek, Katarzyna Olszewska, Mariusz Pliszka, dyrektor Zdzisław Ścibek, Karol Samsel, Ewelina Pawłowska, Paweł Osowiecki (2022 r.)Miodobraniowa Noc Kabaretowa
- Rajd Szlakami Barci Kurpiowskich

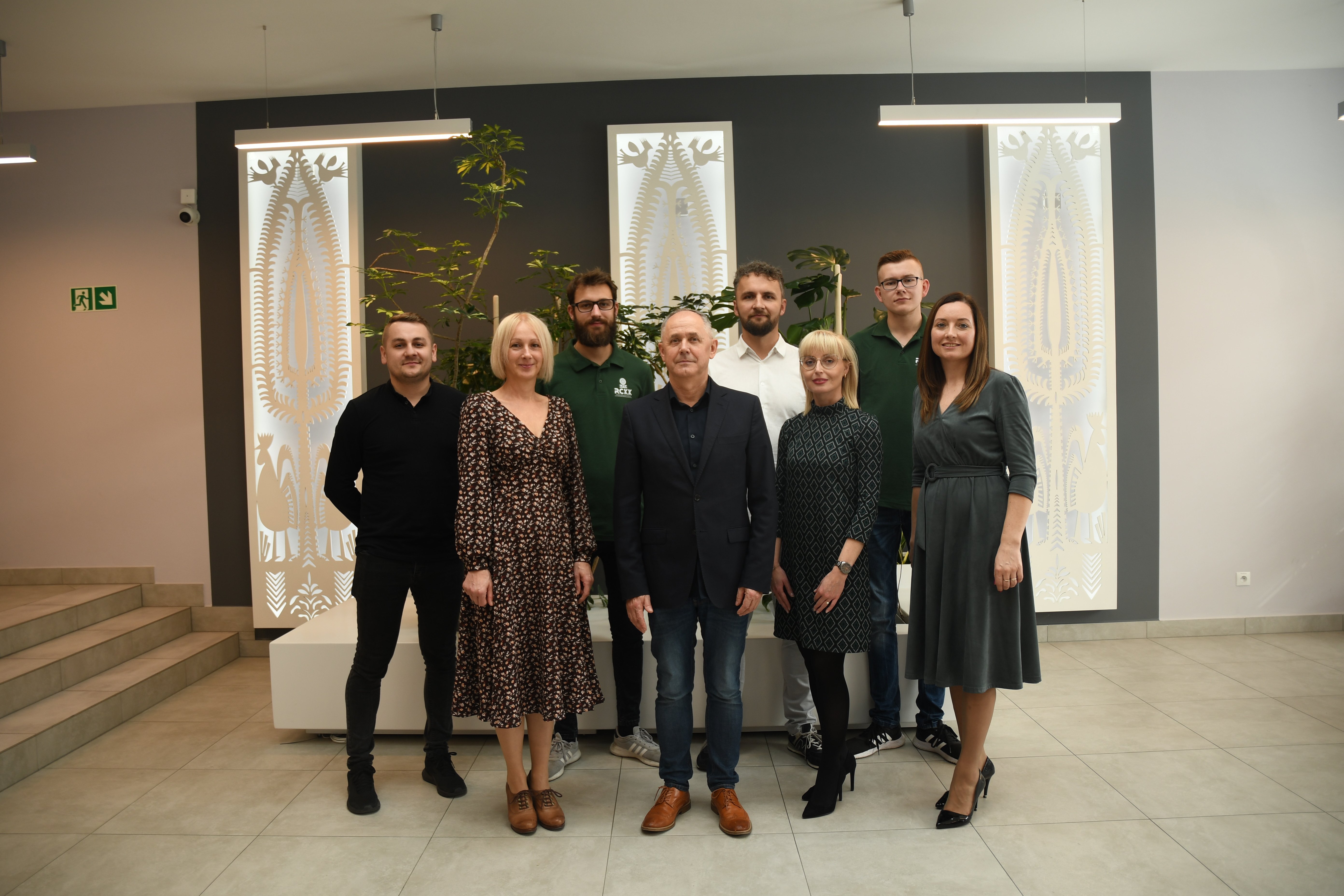
Kadra RCKK w Myszyńcu, od prawej strony: Anna Kaczkowska, Tomasz Mierzejek, Katarzyna Olszewska, Mariusz Pliszka, dyrektor Zdzisław Ścibek, Karol Samsel, Ewelina Pawłowska, Paweł Osowiecki (2022 r.)

- Jarmark Kurpiowski im. Stanisława Sieruty[21]
- Spotkania na Kopańskim Moście
- Myszynieckie Noce w Dzwonnicy
- Myszyniecka Noc Muzeów
- Noc Sobótkowa
- Dzień Dziecka
- Noworoczne Spotkania z Twórcami Ludowymi i Folklorystycznymi
- Konkurs „Ocalić od zapomnienia”[1]
- Konkurs „Palma i pisanka kurpiowska”
- Konkurs „Ginące Zawody”[22]
- Doroczny konkurs „Rękodzieło wsi kurpiowskiej im. Anny Kordeckiej”[23]
- Półkolonie z RCKK[24][25]
- Kurpiowski Jarmark Bożonarodzeniowy[26]
- Kurpiowski Jarmark Wielkanocny[27]
- Puste Noce

### Wydarzenia organizowane dawniej
- Dzień Seniora
- Korowód Przebierańców
- Turniej Szkół
- Dni Myszyńca
- Ogólnopolska Konferencja Naukowa „Kurpiowskie Produkty Tradycyjne i Regionalne w kontekście ochrony Dziedzictwa Kulinarnego”
- Kurpiowskie Granie[28]
- Olimpiada Wiedzy o Kurpiowszczyźnie
- Turniej Kierowników Zakładów Pracy
- Dziecięce Festiwale Piosenki

## Siedziba

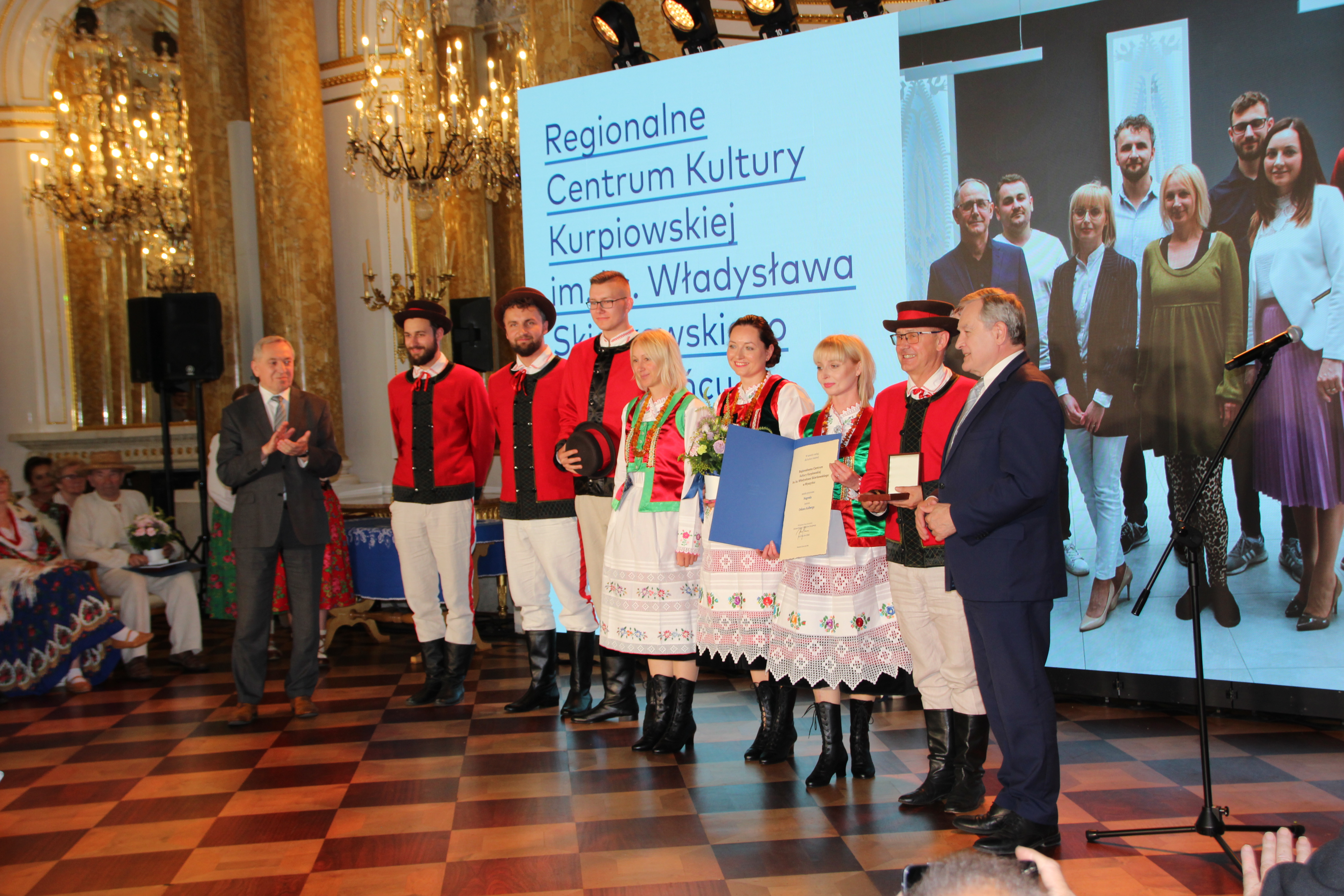
Reprezentacja RCKK odbiera na Zamku Królewskim Nagrodę im. Oskara Kolberga 2022. Od prawej: minister Piotr Gliński, Zdzisław Ścibek, Katarzyna Olszewska, Anna Kaczkowska, Ewelina Pawłowska, Tomasz Mierzejek, Mariusz Pliszka, Karol Samsel, minister Henryk Kowalczyk. Na fotografii w tle również pracownik RCCK Paweł Osowiecki

W budynku RCKK mieszczą się siedziby Towarzystwa Przyjaciół Myszyńca, Stowarzyszenia Zespołu Folklorystycznego „Kurpiowszczyzna” oraz Miejsko-Gminnej Biblioteki Publicznej. Dawniej w budynku swoją siedzibę miało Radio Nadzieja.

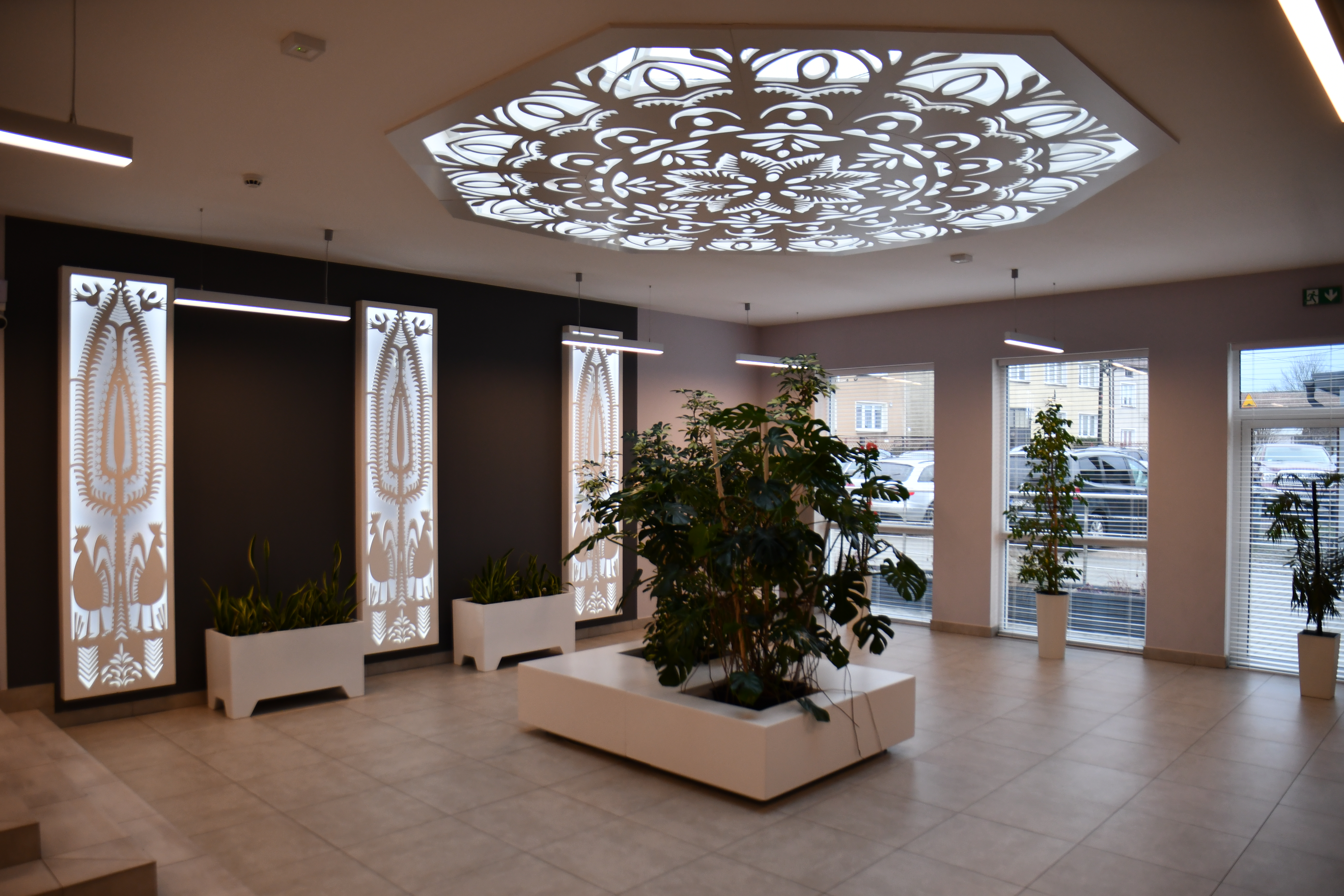
Wnętrze holu w budynku RCKK (2024 r.)

Oprócz sali kinowo-widowiskowej, w której odbywają się seanse filmowe oraz spektakle, instytucja dysponuje m.in. salą konferencyjną, salą muzyczną i pracownią audiowizualną.

## Nagrody
W 2021 r. placówka została laureatem Nagrody Prezesa Związku Kurpiów Kurpik 2012 w kategorii „Ochrona dziedzictwa kulturowego”. 29 września 2021 r. Regionalne Centrum Kultury Kurpiowskiej wyróżniono w XXII edycji konkursu Nagroda Marszałka Województwa Mazowieckiego. W 2022 r. RCKK wyróżniono Nagrodą im. Oskara Kolberga oraz Medalem Pamiątkowym „Pro Masovia”.